# Geomerinus curtipes
Geomerinus curtipes är en mångfotingart som först beskrevs av Haase 1887.  Geomerinus curtipes ingår i släktet Geomerinus och familjen storjordkrypare. Inga underarter finns listade i Catalogue of Life.